# 福岡県道22号田川直方線
福岡県道22号田川直方線（ふくおかけんどう22ごう たがわのおがたせん）は、福岡県田川市から直方市に至る県道（主要地方道）である。

## 概要
当県道には彦山川に沿った市街地を走行するルートと、福智山寄りの片側2車線の道路である田川直方バイパスの2ルートが存在する。バイパス側には郊外型店舗が集積している。
現道は、概ね平成筑豊鉄道伊田線と並行して走っている。近年現道では、大型自動車の往来が非常に目立つようになった。当県道は田川郡福智町敷島交点 - 同町金田駅前交点の道幅が非常に狭いためダンプカーを除くほとんどの大型車両は、道幅の広い県道22号バイパスや福岡県道456号金田夏吉伊田線を利用している。
現在、田川直方バイパスは田川市夏吉のバイパス入口交差点が終点となっているが、さらに南下して大任町まで至る延伸計画が進んでいる。

### 路線データ
市街地側
- 起点：福岡県田川市大字伊田（伊田大橋交差点、国道322号交点、福岡県道455号今任原伊田線終点）
- 終点：福岡県直方市新町1丁目（勘六橋西交差点、国道200号交点、福岡県道21号福岡直方線終点）

バイパス側
- 起点：福岡県田川市大字糒（ほしい）（バイパス入口交差点、国道201号交点）【北緯33度39分23.1秒 東経130度48分48.2秒 / 北緯33.656417度 東経130.813389度】
- 終点：福岡県直方市大字頓野（頓野交差点、国道200号交点）【北緯33度45分1.6秒 東経130度44分11.1秒 / 北緯33.750444度 東経130.736417度】

## 歴史
- 1993年（平成5年）5月11日 - 建設省から、県道田川直方線が田川直方線として主要地方道に指定される[2]。

## 路線状況

### 重複区間
市街地側
- 福岡県道405号香春糸田線（田川市大字糒（ほしい）・糒橋東交差点 - 田川市大字糒・糒橋交差点）
- 福岡県道62号北九州小竹線（田川郡福智町赤池・赤池橋交差点 - 田川郡福智町赤池・赤池交差点）
- 福岡県道460号上境中泉停車場線（直方市大字上境・岡森橋西交差点 - 直方市大字中泉）

### 道路施設

#### 橋梁
市街地側
- 糒（ほしい）橋（彦山川、田川市）
- 人見橋（中元寺川、田川郡福智町）
- 勘六橋（遠賀川、直方市）

バイパス側
- 新福地橋（福地川、直方市）

## 地理

### 通過する自治体
- 田川市
- 田川郡福智町
- 直方市

### 交差する道路
| 交差する道路                                                   | 市町村名 | 市町村名 | 交差する場所     | 交差する場所                      |
| 市街地側                                                       | 市街地側 | 市街地側 | 市街地側         | 市街地側                          |
| -------------------------------------------------------------- | -------- | -------- | ---------------- | --------------------------------- |
| 国道322号 福岡県道455号今任原伊田線                            | 田川市   | 田川市   | 大字伊田         | 伊田大橋交差点 / 起点             |
| 国道201号                                                      | 田川市   | 田川市   | 大字伊田         | 東大橋交差点                      |
| 福岡県道405号香春糸田線 重複区間起点                           | 田川市   | 田川市   | 大字糒（ほしい） | 糒橋東交差点                      |
| 福岡県道456号金田夏吉伊田線                                    | 田川市   | 田川市   | 大字糒           | 糒橋東交差点                      |
| 福岡県道405号香春糸田線 重複区間終点                           | 田川市   | 田川市   | 大字糒           | 糒橋交差点                        |
| 福岡県道420号金田糸田田川線 福岡県道456号金田夏吉伊田線 / 別線 | 田川郡   | 福智町   | 金田             | 敷島交差点                        |
| 福岡県道407号方城金田線                                        | 田川郡   | 福智町   | 金田             | 金田駅交差点                      |
| 福岡県道406号赤池糸田線                                        | 田川郡   | 福智町   | 赤池             |                                   |
| 福岡県道62号北九州小竹線 重複区間起点                          | 田川郡   | 福智町   | 赤池             | 赤池橋交差点                      |
| 福岡県道62号北九州小竹線 重複区間終点                          | 田川郡   | 福智町   | 赤池             | 赤池交差点                        |
| 福岡県道95号添田赤池線                                         | 田川郡   | 福智町   | 上野             | 大浦橋西交差点                    |
| 福岡県道460号上境中泉停車場線                                  | 直方市   | 直方市   | 大字上境         | 岡森橋西交差点                    |
| 福岡県道460号上境中泉停車場線                                  | 直方市   | 直方市   | 大字中泉         |                                   |
| 国道200号                                                      | 直方市   | 直方市   | 大字中泉         | 直方大橋西交差点                  |
| 福岡県道73号直方水巻線                                         | 直方市   | 直方市   | 大字下境         | 境橋西交差点                      |
| 福岡県道470号勝野下境線                                        | 直方市   | 直方市   | 溝堀1丁目        |                                   |
| 福岡県道419号夏吉直方線                                        | 直方市   | 直方市   | 溝堀1丁目        | 勘六橋東交差点                    |
| 国道200号 国道211号 重複 福岡県道21号福岡直方線                | 直方市   | 直方市   | 新町1丁目        | 勘六橋西交差点 / 終点             |
| バイパス側                                                     |          |          |                  |                                   |
| 国道201号                                                      | 田川市   | 田川市   | 大字糒           | バイパス入口交差点 / バイパス起点 |
| 福岡県道405号香春糸田線                                        | 田川市   | 田川市   | 大字夏吉         | 吉田橋北交差点                    |
| 福岡県道456号金田夏吉伊田線                                    | 田川市   | 田川市   | 大字夏吉         |                                   |
| 福岡県道407号方城金田線                                        | 田川郡   | 福智町   | 弁城             | 風呂ヶ谷交差点                    |
| 福岡県道62号北九州小竹線                                       | 田川郡   | 福智町   | 上野             | 宮馬場交差点                      |
| 福岡県道419号夏吉直方線                                        | 田川郡   | 福智町   | 上野             | 大久保交差点                      |
| 福岡県道95号添田赤池線                                         | 田川郡   | 福智町   | 上野             | 中谷交差点                        |
| 国道200号                                                      | 直方市   | 直方市   | 大字下境         | 下境交差点                        |
| 国道200号 国道211号 重複                                       | 直方市   | 直方市   | 大字頓野         | 頓野交差点 / バイパス終点         |

### 沿線
市街地側
- 国土交通省遠賀川河川事務所
- 直方自動車学校
- 平成筑豊鉄道伊田線
  - 中泉駅 - 市場駅 - 人見駅 - 金田駅 - 上金田駅 - 糒駅 - 田川市立病院駅 - 下伊田駅
- 中泉工業団地
- 福智町立市場小学校
- 福智町立赤池中学校
- 福智町立金田義務教育学校 - 旧金田町校区の小・中学校が一本化
- 福智町役場本庁
- 福岡銀行金田支店
- 田川信用金庫金田支店
- 福岡シティ銀行金田支店
- 田川市立病院

バイパス側
- 大和青籃高等学校附属大和幼稚園
- 福岡県立直方高等学校
- ヤマト運輸直方南センター
- もち吉本社、工場
- 三井ハイテック黍田事業所
- 九州住友ベークライト
- 福岡県魚市場（株）筑豊魚市場
- 福智町立方城診療所
- 福智町ふれあい館（旧福智町役場方城支所）
- 福智町立弁城小学校
- 福智町立伊方小学校
- 福智町立方城中学校